# Aéroport Nice Côte d'Azur
Luchthaven Nice Côte d'Azur, Frans: Aéroport Nice Côte d'Azur, is het vliegveld van Nice. Het ligt aan het westelijke uiteinde van de Promenade des Anglais. De luchthaven bedient een groot deel van de Côte d'Azur, onder andere Cannes, Menton en Saint-Tropez. Het is tevens de aanvlieghaven voor Monaco. Het vliegveld ligt voor een deel op een voor het vliegveld aangelegd eiland in de Middellandse Zee.
Er liggen twee terminals. Het vliegveld van Nice is na de vliegvelden van Parijs het derde internationale vliegveld van Frankrijk qua aantal jaarlijkse passagiers en vliegbewegingen. Er maakten in 2019 meer dan 14 miljoen passagiers van het vliegveld gebruik.
Er gaan pendelbussen naar Nice, Cannes en Monaco, maar het is ook mogelijk met de helikopter naar Saint-Tropez of naar de Héliport de Monaco verder te reizen.
Er staat bij de bar van Terminal 1, achter de douane, een replica van het beeld van de Nederlandse beeldhouwer Kees Verkade:  L'envol of De Vlucht. Het origineel van dit beeld staat in de hoofdstraat van Biot.
Vanwege een beveiligingsprobleem met de MediaWiki Graph-software is het momenteel niet mogelijk deze grafiek weer te geven. Zodra de software is bijgewerkt zal de grafiek vanzelf weer zichtbaar worden.

## Gegevens
- De capaciteit van het aantal vluchtbewegingen, landen en starten samen, bedraagt 60 per uur.
- De vrachtvervoerscapaciteit bedraagt 30.000 ton per jaar.

### Oppervlakte
- 370 hectare totaal
- 270 hectare voor de banen
- 100 hectare voor de installaties en de terminals.

## Websites
- (meertalig)  bestemmingen vanuit Nice